# Komitet na rzecz Uwolnienia Kornela Morawieckiego
Komitet na rzecz Uwolnienia Kornela Morawieckiego – założony w listopadzie 1987 w USA po aresztowaniu przez władze PRL Kornela Morawieckiego oraz Hanny Łukawskiej-Karniej. Założycielem Komitetu był Marek Ruszczyński, kierownik amerykańskiego biura Konfederacji Polski Niepodległej, który działał na prośbę Leszka Moczulskiego. Honorowym przewodniczącym był Alojzy Mazewski, a współprzewodniczącymi: Marek Ruszczyński i Tadeusz Kontek.
W wyniku działań Komitetu listy i telegramy do władz PRL w sprawie uwolnienia aresztowanych działaczy Solidarności Walczącej słały organizacje obrony praw człowieka, a także kilkudziesięciu kongresmenów oraz liczni obywatele Wolnego Świata. Komitet zorganizował w Waszyngtonie i w Nowym Jorku demonstracje i pikiety (m.in. w czasie wizyty Michaiła Gorbaczowa w USA w grudniu 1987). Marek Ruszczyński podejmował także osobiste działania o charakterze lobbystycznym w Departamencie Stanu, Kongresie Stanów Zjednoczonych, amerykańskim oddziale Resistance International (Międzynarodówka Oporu) i centrali związkowej AFL-CIO.